# Luis Francisco de la Cerda
Luis Francisco de la Cerda Aragón, 9. książę Medinaceli (ur. 2 sierpnia 1660, zm. 26 stycznia 1711) – hiszpański arystokrata, dyplomata i polityk.
Ambasador Hiszpanii w Watykanie do roku 1695. 
Wicekról Neapolu w latach 1696-1702. W Neapolu był, z powodu pozycji mecenasa sztuk i rozwiązłego trybu życia nazywany: gran protettore di virtuose e assai pericoloso per virtù – „wielkim opiekunem ludzi wszelkich cnót (talentów) i raczej niebezpieczny dla cnoty”. Z Rzymu, gdzie wcześniej był hiszpańskim ambasadorem przywiózł do Neapolu słynną śpiewaczkę Angelę Voglia, zw. Giorginą, jako towarzyszkę swej żony, którą się opiekował od śmierci jej poprzedniej protektorki Krystyny Wazy (zm. 1689). Medinaceli dał siostrze Angeli, Barbarze 30.000 dukatów posagu, gdy wychodziła za powszechnie szanowanego Martina Galiano, a gdy miała pierwszego syna, wyprawił chrzciny zakrojone jak dla infanta hiszpańskiego. 
Medinaceli znany był z miłostek z artystkami teatralnymi. W końcu skandalików było już tyle, a publiczne obnoszenie się z oblubienicą tak widoczne, że odwołano go ze stanowiska ku uciesze Neapolitańczyków, układających potem złośliwe wiersze o nim. Hiszpan pozostawił po sobie mnóstwo długów. Do Hiszpanii zabrał ze sobą Giorginę. 
Za czasów Karola II członek rady stanu (Consejo de Estado). Filip V uczynił go ministerm spraw zewnętrznych, lecz gdy de la Cedra zbuntował się przeciw wzrastającym wpływom francuskim na dworze został ukarany i w 1711 roku osadzony w zamku w Pampelunie, gdzie zmarł.Giorginę też uwięziono, ale w końcu zadowolono się wydaleniem jej z Hiszpanii w roku 1714.